# Atlides bacis
Atlides bacis is een vlinder uit de familie van de Lycaenidae. De wetenschappelijke naam van de soort werd als Thecla bacis in 1887 gepubliceerd door Godman & Salvin.

## Synoniemen
- Thecla melidor Druce, 1909